# SpellForce 2: Faith in Destiny
SpellForce 2: Faith in Destiny — компьютерная игра, содержащая в себе жанры стратегии и ролевой игры. Разработана студией Trine Games, а доработана и завершена силами Mind Over Matter Studios в 2012 году. Является продолжением игры SpellForce 2: Dragon Storm и вселенной SpellForce.

## Игровой процесс
Все элементы базируются на основе SpellForce 2: Shadow Wars и SpellForce 2: Dragon Storm, геймплей остался прежним.
Появилась новая раса демонических врагов (Безымянных), также доступная для игры в режиме мультиплеера. Безымянные имеют меньше всего построек и воинов, а также развиваются по совершенно иной схеме (у них нет пристроек, можно нанимать воинов в башнях и на алтаре жизни и другие отличия).
В первые в истории Spellforce герой сможет летать на драконе.
Режим Доминирование, представляющий собой борьбу за доминированием над основными контрольными точками, обеспечивающими ресурсы и новые вехи в развитии. Главное не только захватить эти точки, но и удержать их от атак противника.

## Сюжет
Прошло уже 4 года со времен последней войны SpellForce 2: Dragon Storm. Порталы между частями мира Эо окончательно разрушились, и единственной связью между народами являются драконы.
Теперь, когда народы изолированы друг от друга, из демонических глубин в мир пришел новый противник - Безымянные. Эо полностью отдана на милость нападавших. 
В разгаре этого хаоса появляется новый герой - простой Шайкан. Он отчаянно ищет ответы на свои сны. Этот поиск приводит его к прародине его людей, Железным полям, на гору, где обитал дракон Патриарх Ур. По прибытии он встречает старейших драконов, которые говорят ему, что его сны связаны с его судьбой, но не более того. 
Появилось ещё больше вопросов: кто эти демоническими существа, которых местные жители называют Безымянные? Что драконы знают о судьбе этого мира? И как профессор Твидлл планирует восстановить порталы?
Чтобы узнать свою судьбу, наш герой должен приобретать новые навыки и сражаться с новыми и старыми врагами . Но там, где он идет - Безымянные всегда на шаг впереди. Теперь судьба всех жителей Эо зависит от него.

## Дополнительные сценарии (DLC)
Сценарий 1 — Секретный дневник Флинка
Издан 17 декабря 2012 года. Это дополнение рассказывает «истинную» историю спасения города Лирейн от орков, с точки зрения вора Флинка Маквинтера.
Сценарий 2 — Золотой шут
Издан 18 января 2013 года. Это дополнение рассказывает историю чемпиона игры Драккар — Карлы: После поражения против Шайкан она ищет легендарного золотого шута, фишка игры Драккар, которого нельзя побить, чтобы обеспечить себе победу . Этот квест является своего рода продолжением квеста в игре  SpellForce 2: Shadow Wars  .
Сценарий 3 — Последнее противостояние
Издан 15 февраля 2013 года. Этот дополнительный сценарий происходит до событий в  SpellForce 2: Faith in Destiny  и фокусируется на персонаже Каине, который защищает эльфийский город Дун Мора от Безымянного.